# Santa María Peregrina de Santiago
Santiago (llamada oficialmente Santa María da Peregrina) es una parroquia española del municipio de Santiago de Compostela, en la provincia de La Coruña, Galicia.

## Otras denominaciones
La parroquia también se denomina Santa María Peregrina de Santiago, Santa María da Peregrina de Santiago o Santa María de A Peregrina de Santiago.

## Localización
Está situada entre los municipios de Ames y Trazo, parroquia de carácter rural aunque cada vez el sector primario va perdiendo más peso, es conocida por un producto típico del lugar como son los grelos.
Cuenta para llegar a ella con una línea de autobuses de carácter irregular que conecta varias veces a la semana el núcleo rural con el centro de Santiago de Compostela.

## Entidades de población
Entidades de población que forman parte de la parroquia:
- A Peregrina
- Aradas
- Bargo[5] (O Bargo)
- Monte da Vila
- O Queiroal
- Pardaces de Abaixo
- Pardaces de Arriba
- Sarela de Arriba

## Demografía
| Gráfica de evolución demográfica de Santiago entre 2000 y 2019 |
|                                                                |
| Datos según el nomenclátor publicado por el INE.               |

## Patrimonio
Dispone de una iglesia parroquial, dos cementerios, una casa del cura (en estado semirruinoso), varios lavaderos, muíños y cruceiros, una Carballeira con un palco de música de piedra, una pista para jugar al fútbol-sala y al baloncesto, una Asociación de Vecinos que cuenta con una escuela de gaitas y actividades diversas a lo largo del año, una antigua escuela rural cerrada hace unos años, tres bares/cafetería, una antigua cantera (cerrada hace años),una gasolinera que aunque se conoce como de Brins está en Aradas y una casa de turismo rural.

## Festividades
Sus fiestas parroquiales se realizan en la primera semana del mes de septiembre.
Las fiestas son frecuentes a lo largo del año desde las típicas del Entroido, San Xoán, da Rosca o Magosto, pasando por algunas en plan popular con carpa, música, pulpo y churrasco. Incluso se han celebrado en un par de ocasiones una Exaltación do Grelo, la última en marzo de 2014.

## Turismo
A nivel ambiental tiene bastante monte y zona verde para pasear, así como el Río Sarela que pasa por esa parroquia aunque con escasísimo cauce, pero que dispone de unas buenas rutas (no oficiales ni señalizadas) para quienes gusten del paseo por el monte y al lado del río.